# Bo Johansson
Bo Johansson (Kalmar, 1942. november 28. –) svéd labdarúgó, edző.
A dán válogatott szövetségi kapitánya volt 1996 és 2000 között. Irányítása alatt részt vettek az 1998-as világbajnokságon és a 2000-es Európa-bajnokságon.

## Sikerei, díjai

### Edzőként
Östers
- Svéd bajnok (2): 1980, 1981

Silkeborg
- Dán bajnok (1): 1993–94

Molde
- Norvég kupagyőztes (1): 1995